# Kieferklauenträger
Als Kieferklauenträger, Fühlerlose oder Cheliceraten (Chelicerata) wird eine Gruppe von Gliederfüßern (Arthropoda) bezeichnet, die sich durch den Besitz einer spezifisch umgewandelten Extremität des ersten Kopfsegmentes auszeichnet. Diese als Cheliceren bezeichneten Extremitäten stellen bei ihnen auch die ersten Extremitäten des Körpers dar. Antennen, wie sie bei den Krebstieren und den Tracheentieren vorkommen und den Cheliceren und Pedipalpen homolog sind, fehlen ihnen.
Zu den Cheliceraten gehören weltweit gut 100.000 bekannte Arten, darunter die Pfeilschwanzkrebse und die zu den Spinnentieren gehörenden Skorpione, Webspinnen, Weberknechte und Milben. Auch die ausgestorbenen Seeskorpione, die die größten jemals lebenden Gliederfüßer waren, gehören in diese Gruppe. Bis auf die Pfeilschwanzkrebse und die Asselspinnen leben alle rezenten Arten dieser Gruppe auf dem Land oder sind nachträglich wieder ins Wasser gegangen (etwa die Wassermilben oder die Wasserspinne).

## Merkmale

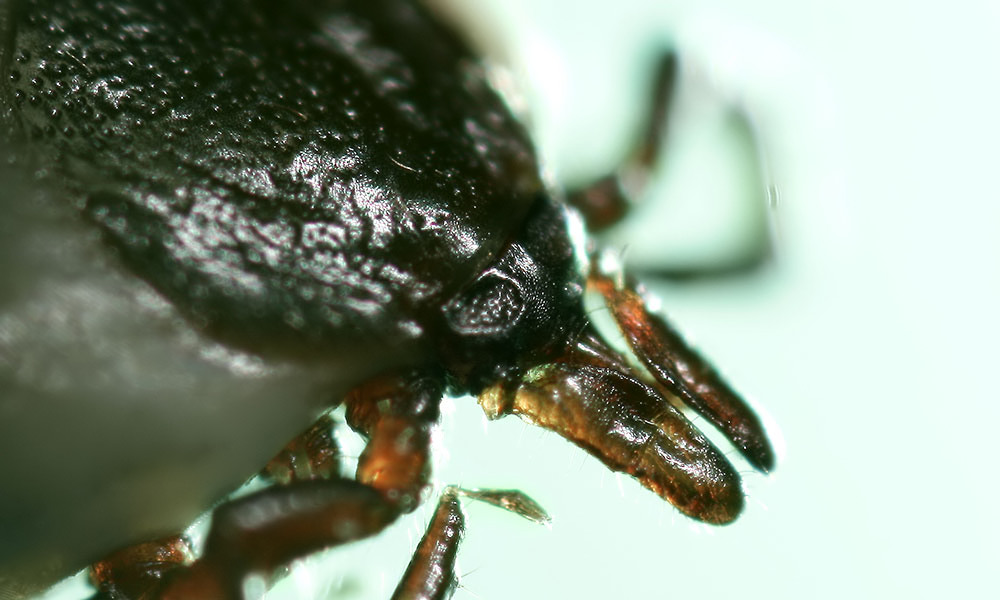
Gemeiner Holzbock (Ixodes ricinus), Kieferklauen

Die Kieferklauenträger sind eine sehr formenreiche Gruppe innerhalb der Gliederfüßer, weshalb es schwierig ist, gemeinsame Merkmale der Arten zu benennen. Als wichtigstes gemeinsames Merkmal besitzen sie die bereits erwähnten Cheliceren, die am ersten Kopfsegment entspringen (nicht am dritten, wie jahrzehntelang vermutet). Das nächste Extremitätenpaar stellt bei den Pfeilschwanzkrebsen bereits das erste Laufbeinpaar dar, bei allen anderen Gruppen übernimmt es als Pedipalpen verschiedene Aufgaben. Die folgenden vier Extremitätenpaare sind bei allen Gruppen primär als Laufbeine ausgebildet. Bei den Geißelskorpionen und Geißelspinnen wurde das erste Laufbeinpaar sekundär zu Tastorganen, den sogenannten Fühlerbeinen, umgebildet.
Der Körper der Kieferklauenträger ist meist in zwei Abschnitte (Tagmata) geteilt, einen Vorderkörper (Prosoma) und einen Hinterleib (Opisthosoma). Alle oben aufgeführten Extremitäten sowie die wichtigsten Sinnesorgane befinden sich bei den Tieren am Vorderkörper, die Extremitäten des Hinterleibs sind meist vollkommen umgebildet und haben gänzlich andere Funktionen (Geschlechtsorgane, Spinndrüsen, Fächerlungen). Im Opisthosoma sind die Verdauungsorgane, die inneren Geschlechtsorgane und das Schlauchherz untergebracht.
Ursprünglich hatten die Fühlerlosen Komplexaugen, diese sind jedoch nur noch bei den Pfeilschwanzkrebsen vorhanden. Die anderen Gruppen besitzen maximal fünf Paar Einzelaugen.

## Fortpflanzung und Entwicklung
Auch bei der Fortpflanzung gibt es diverse Variationen. Da die meisten Arten landlebend sind, gibt es sehr häufig eine innere Befruchtung durch penisähnliche Strukturen (etwa bei den Spinnen, bei denen die männlichen und weiblichen Geschlechtsorgane wie beim Schlüssel-Schloss-Prinzip ineinander passen). Die Männchen anderer Gruppen wie etwa den Skorpionen sowie die meisten Milben legen Spermienpakete (Spermatophoren) ab, die von den Weibchen aufgenommen werden.

## Systematik
Gemeinhin werden die Kieferklauenträger als Schwestergruppe der Mandibeltiere (Krebstiere und Tracheentiere) betrachtet.
Die verwandtschaftlichen Beziehungen innerhalb der Cheliceraten sind noch weitgehend ungeklärt und Gegenstand kontroverser Diskussionen. Besonders über die Einordnung der morphologisch stark abgewandelten Asselspinnen ist man sich nicht einig, schon zur Einordnung innerhalb der Spinnentiere gibt es mehrere alternative Auffassungen. Im Folgenden ist die Systematik der Chelicerata im klassischen phylogenetischen System nach Weygoldt und Paulus (1979) dargestellt:
- Kieferklauenträger (Chelicerata)
  - Asselspinnen (Pycnogonida, auch Pantopoda)
  - Euchelicerata
    - Merostomata
      - Chasmataspidida †
      - Seeskorpione †
      - Pfeilschwanzkrebse (Xiphosura)

    - Spinnentiere (Arachnida)
      - Skorpione (Scorpiones)
      - Lipoctena
        - Megaperculata
          - Geißelskorpione (Uropygi)
          - Labellata
            - Geißelspinnen (Amblypygi)
            - Webspinnen (Araneae)

        - Apulmonata
          - Palpenläufer (Palpigradi)
          - Holotracheata
            - Haplocnemata
              - Pseudoskorpione (Pseudoscorpiones)
              - Walzenspinnen (Solifugae)

            - Cryptoperculata
              - Weberknechte (Opiliones)
              - Acarinomorpha
                - Kapuzenspinnen (Ricinulei)
                - Milben (Acari)

### Wissenschaftliche Literatur
- U. W. Hwang, M. Friedrich, D Tautz, C. J. Park, W. Kim: Mitochondrial protein phylogeny joins myriapods with chelicerates. In: Nature. 413, 2001, S. 154.
- P. Weygoldt: Evolution and systematics of the Chelicerata. In: Experimental and Applied Acarology. 22, 1998, S. 63.
- W. C. Wheeler, C. Y. Hayashi: The phylogeny of the extant chelicerate orders. In: Cladistics. 14, 1998, S. 173.